# Санківці
Санкі́вці — село в Україні, у Клішковецькій громаді Дністровського району Чернівецької області. Населення становить 984 осіб.

## Географія
У селі річка Горшина впадає у річку Рингач.

## Населення

### Мова
Розподіл населення за рідною мовою за даними перепису 2001 року:
| Мова       | Кількість | Відсоток |
| ---------- | --------- | -------- |
| українська | 970       | 98.58%   |
| російська  | 8         | 0.81%    |
| румунська  | 6         | 0.61%    |
| Усього     | 984       | 100%     |

## Особистості
- Доник Максим Вікторович (1988—2014) — солдат Збройних сил, України учасник російсько-української війни.
- Желік Борис Євграфович. — (*21.10.1957).- Голова Господарського суду Чернівецької області. Закінчив Харківський юридичний інститут. Нагороджений знаком «Почесний працівник арбітражного суду України», орденом «За заслуги» ІІІ ступеню. Про життя і трудову діяльність йдеться у книзі «Серцем з Буковиною. Імена славних сучасників». — Київ: Світ Успіху, 2011. — С. 88-89.

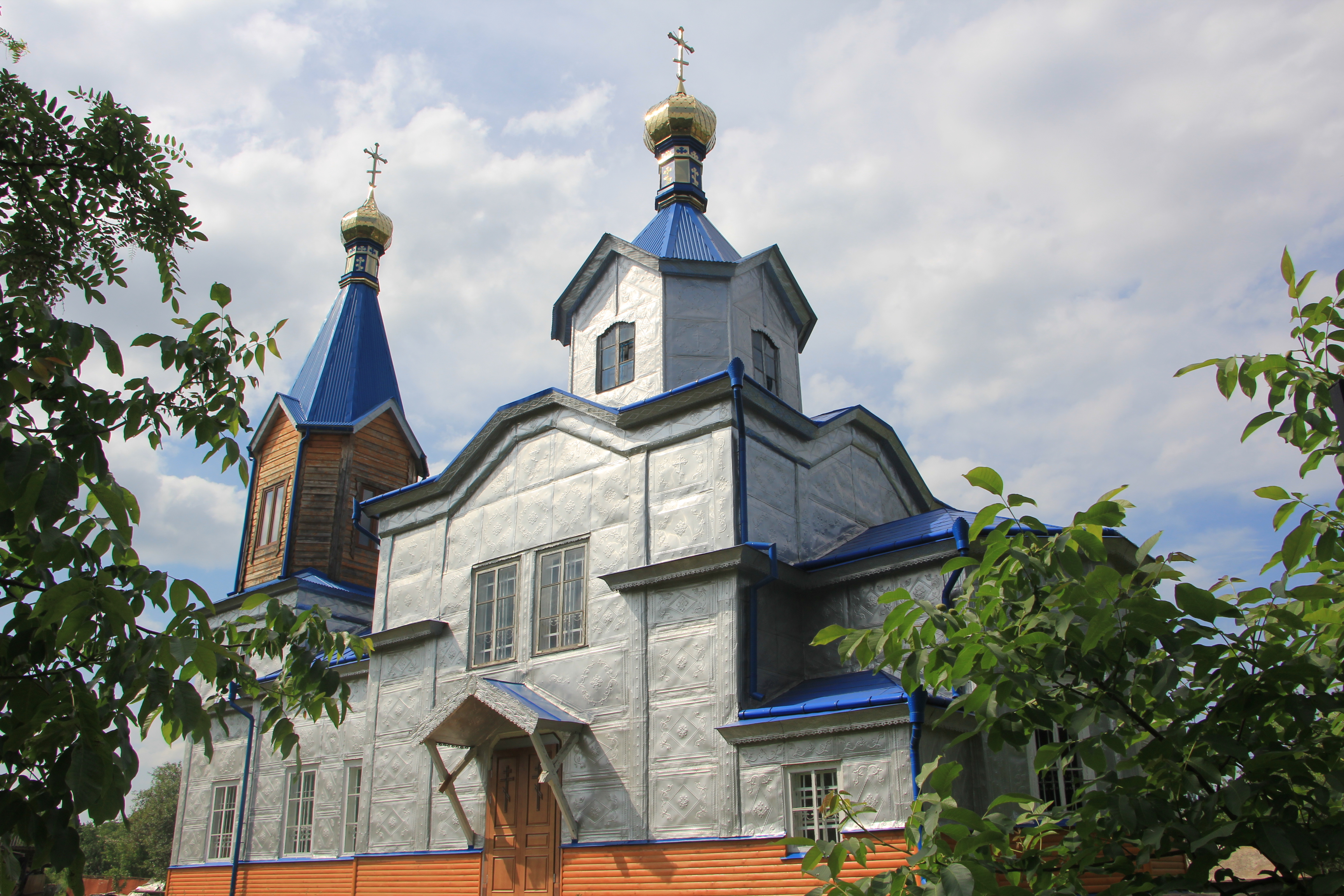
Церква Успіння Пр. Богородиці 1906 в с. Санківці
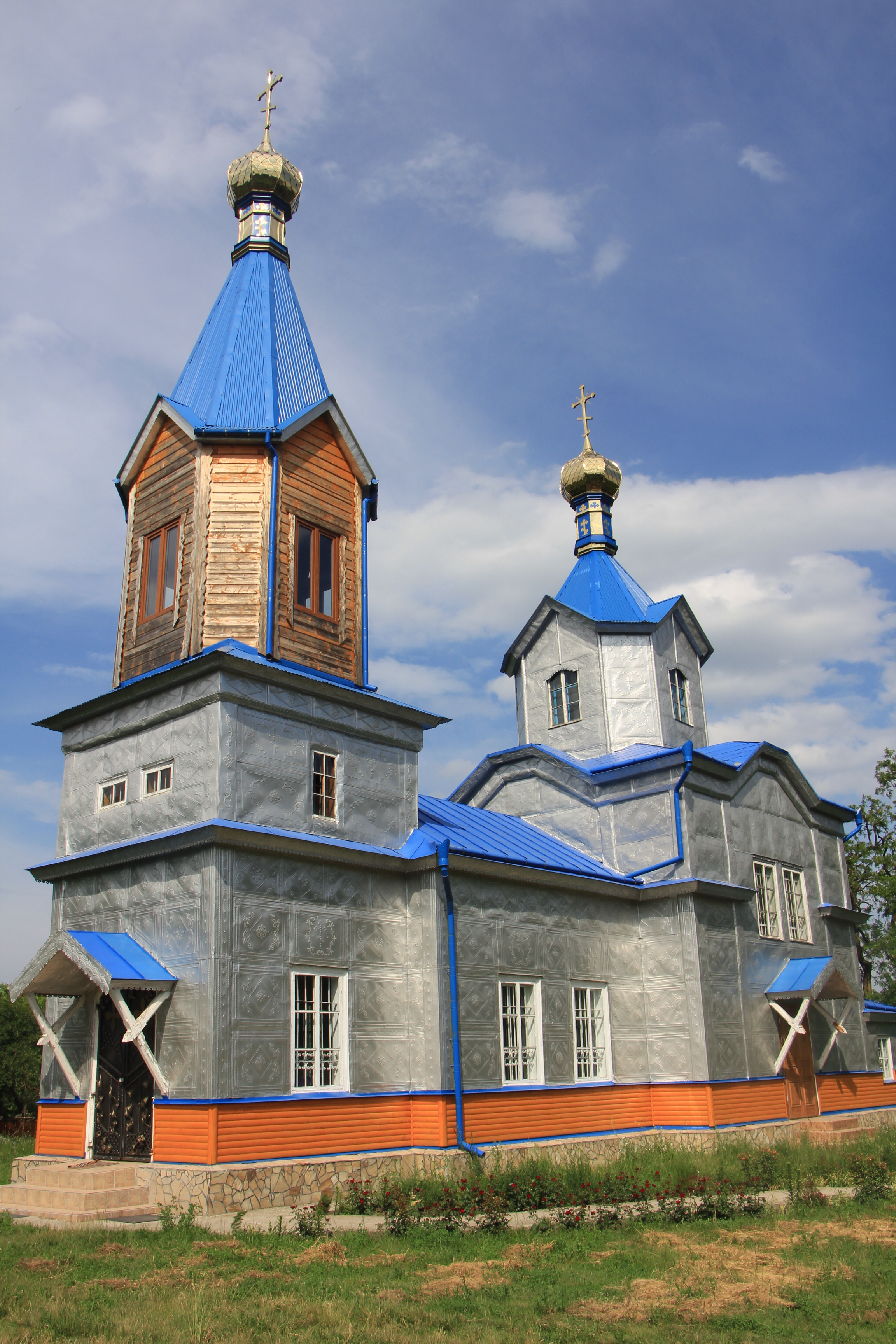
Церква Успіння Пр. Богородиці 1906 в с. Санківці